# Fredrik Agell
Anders Fredrik Agell, född 21 februari 1961, är en svensk kulturskribent och fil. dr i litteraturvetenskap. Han medverkar sedan 2012 regelbundet i Tidskriften Respons, men skriver också essäer i dagspressen, bland annat för Dagens Nyheter.
Agell doktorerade 2002 på en avhandling om Friedrich Nietzsche vid Stockholms universitet. Arbetet fick två utmärkelser samt lovord i tysk fackpress. I BLM skrev Henrik C. Enbohm att avhandlingen kommer att inta ”en given plats bland de bestående monografierna som skrivits på svenska språket.”
Redan i avhandlingen kritiserade Agell Martin Heideggers inflytelserika Nietzschestudier men också de ”postmoderna” läsningarna av Nietzsches verk. Under senare år har Agell i en serie texter fördjupat kritiken och på denna grund granskat den identitetspolitiska samtidsdebatten.
Han har också skrivit essäer i gränslandet mellan resereportage och flanörlitteratur, inte minst om argentinsk tango.